# محمية فورت بيك
تقع محمية فورت بيك الهندية (بالإنجليزية: The Fort Peck Indian Reservation)‏، في مناطق السكان الأصليين في ولاية مونتانا شمال شرقي الولايات المتحدة. وهي الموطن الأصلي لقبائل السكان الأصليين المعترف بها فيدراليا، وهم: الأسينيبوين، والناكوتا، ولاكوتا، وداكوتا، وهم الأمريكيون الأصليون.
تبلغ مساحتها الإجمالية 2,094,000 فدان (8,474.117  كيلو مترًا مربعًا)، ويبلغ عدد سكانها 10,381 في عام 2000.